# Радужная мабуя
Радужная мабуя, или пятиполосая мабуя (лат. Trachylepis quinquetaeniata) — вид ящериц из семейства сцинковых.
Общая длина достигает 25 см, вес 22 г. Туловище имеет цилиндрическую форму, голова укороченная треугольной формы. Хвост длинный и превышает длину туловища. Молодые ящерицы сверху коричнево-оливкового, иногда чёрного цвета с пятью продольными голубовато-белыми полосами. У взрослых самок полосы становятся желтовато-белого цвета. Часто у самцов эти полосы исчезают во взрослом возрасте. У них горло чёрного цвета, присутствует яркая лимонно-жёлтая полоса по бокам губ. Кожа тонкая и нежная, легко повреждается. Конечности хорошо развиты, с пятью пальцами и небольшими когтями.
Радужная мабуя активна днём. Обитает преимущественно в саваннах, обычно в гористых, каменистых и скальных местностях. Питается насекомыми. Очень пугливое животное, скрывается среди камней, деревьев, а также в густой растительности. Часто встречается возле водоёмов. Устраивает гнёзда под камнями.
Половая зрелость наступает на 2-й год. Яйцеживородящая ящерица. По образу жизни напоминает золотистую мабую. Рождает 3—5 детёнышей.
Вид распространён преимущественно в Центральной Африке — от Сенегала до Эфиопии и Кении. На севере встречается в Египте и Судане.